# Giro del Lussemburgo 1972
Il Giro del Lussemburgo 1972, trentaseiesima edizione della corsa, si svolse dall'8 al 12 giugno su un percorso di 771 km ripartiti in 4 tappe (la quarta suddivisa in due semitappe) più un cronoprologo, con partenza a Lussemburgo e arrivo a Esch-sur-Alzette. Fu vinto dal belga Roger Rosiers della Bic davanti al suo connazionale Paul Aerts e al britannico Barry Hoban.

## Tappe
| Tappa  | Data      | Percorso                                                | km    | Vincitore di tappa | Leader cl. generale |
| ------ | --------- | ------------------------------------------------------- | ----- | ------------------ | ------------------- |
| Prol.  | 8 giugno  | Lussemburgo > Lussemburgo (cron. individuale)           | 7,5   | Frans Verbeeck     |                     |
| 1ª     | 9 giugno  | Lussemburgo > Esch-sur-Alzette                          | 198   | Roger Rosiers      |                     |
| 2ª     | 10 giugno | Bettembourg > Echternach                                | 198   | Jan Janssen        |                     |
| 3ª     | 11 giugno | Echternach > Diekirch                                   | 204   | Cyrille Guimard    |                     |
| 4ª-1ª  | 12 giugno | Diekirch > Esch-sur-Alzette                             | 155,9 | Gilbert Bellone    |                     |
| 4ª-2ª  | 12 giugno | Esch-sur-Alzette > Esch-sur-Alzette (cron. individuale) | 7,5   | Dirk Baert         | Roger Rosiers       |
| Totale | Totale    | Totale                                                  | 771   |                    |                     |

## Dettagli delle tappe

### Prologo
- 8 giugno: Lussemburgo > Lussemburgo (cron. individuale) – 7,5 km

| Pos. | Corridore      | Squadra     | Tempo  |
| ---- | -------------- | ----------- | ------ |
| 1    | Frans Verbeeck | Watney-Avia | 10'55" |
| 2    | Marc Demeyer   | Beaulieu    | a 1"   |
| 3    | Roger Loysch   | Watney-Avia | a 2"   |

| Pos. | Corridore | Squadra | Tempo |
| ---- | --------- | ------- | ----- |

### 1ª tappa
- 9 giugno: Lussemburgo > Esch-sur-Alzette – 198 km

| Pos. | Corridore     | Squadra     | Tempo    |
| ---- | ------------- | ----------- | -------- |
| 1    | Roger Rosiers | Bic         | 4h52'03" |
| 2    | Paul Aerts    | Watney-Avia | s.t.     |
| 3    | Barry Hoban   | Gan         | a 33"    |

| Pos. | Corridore | Squadra | Tempo |
| ---- | --------- | ------- | ----- |

### 2ª tappa
- 10 giugno: Bettembourg > Echternach – 198 km

| Pos. | Corridore      | Squadra  | Tempo    |
| ---- | -------------- | -------- | -------- |
| 1    | Jan Janssen    | Beaulieu | 4h57'42" |
| 2    | Wim Schepers   | Rokado   | a 3"     |
| 3    | Leif Mortensen | Bic      | s.t.     |

| Pos. | Corridore | Squadra | Tempo |
| ---- | --------- | ------- | ----- |

### 3ª tappa
- 11 giugno: Echternach > Diekirch – 204 km

| Pos. | Corridore       | Squadra     | Tempo    |
| ---- | --------------- | ----------- | -------- |
| 1    | Cyrille Guimard | Gan         | 5h53'58" |
| 2    | Frans Verbeeck  | Watney-Avia | s.t.     |
| 3    | Eddy Peelman    | Gan         | s.t.     |

| Pos. | Corridore | Squadra | Tempo |
| ---- | --------- | ------- | ----- |

### 4ª tappa - 1ª semitappa
- 12 giugno: Diekirch > Esch-sur-Alzette – 155,9 km

| Pos. | Corridore         | Squadra     | Tempo    |
| ---- | ----------------- | ----------- | -------- |
| 1    | Gilbert Bellone   | Rokado      | 4h00'35" |
| 2    | Jean-Pierre Genet | Gan         | a 17"    |
| 3    | Etienne Antheunis | Watney-Avia | s.t.     |

| Pos. | Corridore | Squadra | Tempo |
| ---- | --------- | ------- | ----- |

### 4ª tappa - 2ª semitappa
- 12 giugno: Esch-sur-Alzette > Esch-sur-Alzette (cron. individuale) – 7,5 km

| Pos. | Corridore        | Squadra  | Tempo |
| ---- | ---------------- | -------- | ----- |
| 1    | Dirk Baert       | Beaulieu | 9'06" |
| 2    | Cyrille Guimard  | Gan      | a 16" |
| 3    | Ferdinand Bracke | Peugeot  | a 17" |

| Pos. | Corridore     | Squadra     | Tempo     |
| ---- | ------------- | ----------- | --------- |
| 1    | Roger Rosiers | Bic         | 19h57'37" |
| 2    | Paul Aerts    | Watney-Avia | a 16"     |
| 3    | Barry Hoban   | Gan         | a 45"     |

## Classifiche finali

### Classifica generale
| Pos. | Corridore          | Squadra                | Tempo     |
| ---- | ------------------ | ---------------------- | --------- |
| 1    | Roger Rosiers      | Bic                    | 19h57'37" |
| 2    | Paul Aerts         | Watney-Avia            | a 16"     |
| 3    | Barry Hoban        | Gan-Mercier-Hutchinson | a 45"     |
| 4    | Désiré Letort      | Bic                    | a 1'16"   |
| 5    | Johan De Muynck    | Beaulieu-Flandria      | a 1'19"   |
| 6    | Hans Junkermann    | Rokado                 | a 1'22"   |
| 7    | Evert Dolman       | Beaulieu-Flandria      | a 1'40"   |
| 8    | Pierre Martellozzo | Peugeot-BP-Michelin    | s.t.      |
| 9    | Leif Mortensen     | Bic                    | a 1'54"   |
| 10   | Guy Maingon        | Peugeot-BP-Michelin    | s.t.      |